# 長野インターチェンジ
長野インターチェンジ（ながのインターチェンジ）は、長野県長野市にある上信越自動車道のインターチェンジである。
東日本高速道路関東支社長野管理事務所が併設されている。
長野市南部・西部、小川村の最寄りIC。なお、長野インター前バス停がIC付近に設置されている。
法定路線名は隣の更埴JCTから本ICまでが関越自動車道上越線と中央自動車道長野線の重複区間で、中央自動車道長野線はここで終点となる。

## 道路
- E18 上信越自動車道（13番）

直接接続
- 長野県道35号長野真田線

間接接続
- 国道403号
- 国道18号 篠ノ井バイパス

## 料金所
- ブース数：6

### 入口
- ブース数：2
  - ETC専用：1
  - ETC・一般：1

### 出口
- ブース数：4
  - ETC専用：2
  - 一般：2（うち1つは、精算機）

## バス停留所

### 長野インター前バス停
長野インター前は長野IC付近に設置されているバス停留所。高速バスと長野駅方面の一般路線バスの停留所は上信越自動車道の長野インターチェンジと交差する長野インター交差点北側の長野県道35号長野真田線上に、それ以外の停留所は長野インター交差点西側の市道上に設けられている。
高速バス利用者はバス停北側の駐車場を無料で利用できる。
以下に停車路線をあげる。

#### 高速バス
- 長野 - 新宿線（アルピコ交通・京王バス）
- 長野 - 京都・大阪（梅田）線（アルペン長野号、アルピコ交通・阪急バス）
- 長野 - 名古屋線（アルピコ交通・名鉄バス）
- 長野 - 飯田線（みすずハイウェイバス、アルピコ交通・伊那バス・信南交通）
- 長野 - 松本線（みすずハイウェイバス、アルピコ交通）
- 長野 - TDR・成田空港線（アルピコ交通・成田空港交通）
- 長野 - 新宿・東京線（どっとこむライナー、昌栄高速運輸）
- 長野 - 名古屋・京都・大阪・USJ・神戸線（どっとこむライナー、昌栄高速運輸）

#### 路線バス
- 30 アルピコ交通 松代線
- 長電バス 屋代須坂線 高速便

### トラビス長野インターバス停
長野インター交差点西側、セブンイレブン長野インター店に隣接する駐車場内にバス停がある。この駐車場はバス利用者が1日300円で利用できる。
- 須坂・長野・更埴 - 新宿線（トラビスジャパン）
- 須坂・長野・更埴 - 京都線（トラビスジャパン）
- 須坂・長野・更埴 - 大阪線（トラビスジャパン）

## 周辺
- 北陸新幹線 長野駅
- 松代温泉
- 加賀井温泉一陽館
- 長野松代総合病院
- 川中島古戦場
- 皆神山
- 皆神神社
- 岩戸神社
- 藤沢萩神社
- 善光寺
- 長野市立博物館
- おやきファーム BY いろは堂（旧おぎのや長野店 - 2021年8月31日以て閉業）
- 典厩寺
- 松代大本営跡
- 大門おやき村
- 長野南運動公園(長野オリンピックスタジアム・長野Uスタジアム)
- JR信越線 篠ノ井駅

## 利用状況
- 2006年度の年間出入交通量は5,739,374台であった。[要出典]

## 隣
E18 上信越自動車道
(12)更埴JCT - 松代PA - (13)長野IC - 若穂SIC（事業中） - (14)須坂長野東IC